# Puthur (Thrissur)
Puthur es una ciudad censal situada en el distrito de Thrissur en el estado de Kerala (India). Su población es de 17430 habitantes (2011). Se encuentra a 8 km de Thrissur y a 68 km de Cochín.

## Demografía
Según el censo de 2011 la población de Puthur era de 17430 habitantes, de los cuales 8605 eran hombres y 8825 eran mujeres. Puthur tiene una tasa media de alfabetización del 93,94%, inferior a la media estatal del 94%: la alfabetización masculina es del 96,38%, y la alfabetización femenina del 91,57%.